# Шилов, Фёдор Николаевич
Фёдор Николаевич Шилов (19 сентября 1904 — 4 сентября 1941) — генерал-майор РККА, в годы Великой Отечественной войны командир 259-й стрелковой дивизии. Участник оборонительных боёв на Северо-Западном фронте, умер от полученных в результате боёв ранений.

## Происхождение
Информация о дате и месте рождения Фёдора Николаевича Шилова расходится в его личном деле, хранящемся в ЦАМО. Согласно его автобиографии, Шилов родился 19 сентября 1904 года в деревне Слуде, в то время как в послужном списке в качестве даты рождения указано 25 сентября 1904 года, а в качестве места рождения — деревня Березово Никольского района Вологодской области. Родом из крестьянской семьи, русский. Окончил школу второй ступени и два класса реального училища. У Фёдора был брат Семён, проживавший в деревне Березово, а два его племянника (лейтенанты Владимир и Иван) участвовали в Великой Отечественной войне и погибли в ходе Курской битвы в 1943 году. Супруга Фёдора Николаевича проживала в Вологодской области.

## Довоенные годы
Службу в рядах РККА и войск ОГПУ (НКВД) начал в апреле 1923 года. Поступил добровольно на 2-е Петергофско-Смольнинские пехотные командные курсы, которые окончил в марте 1924 года досрочно (курсы были расформированы). Службу начинал в 62-м Новороссийском стрелковом полку 21-й Пермской стрелковой дивизии (Новосибирск), занимал должности командира стрелкового и пулемётного взводов. В августе 1925 года направлен на учёбу в Омскую пехотную школу имени М. В. Фрунзе, по окончании которой 1 сентября 1927 года произведён в командиры РККА и направлен в 9-й отдельный Сибирский полк войск ОГПУ (Новосибирск). Занимал там должности командира стрелкового и учебного взводов, а также врид помощника начальника штаба полка.
С июля 1929 года командир РККА Шилов занимал должность адъютанта 79-го отдельного Алданского дивизиона войск ОГПУ, с октября по ноябрь был врид командира дивизиона. С марта 1930 года — адъютант 78-го отдельного Красноярского дивизиона войск ОГПУ, в октябре 1931 года переведён в 3-й Ленинградский мотомеханизированный полк войск ОГПУ, занимал там должности помощника начальника штаба и врид начальника штаба полка, командира 1-го стрелкового батальона и старшего помощника начальника штаба полка. С января 1935 года — командир-руководитель тактики и топографии в 4-й пограничной школе НКВД (Саратов), в июне назначен исполняющим должность помощника начальника учебного отдела и командира курсового дивизиона. 8 октября 1934 года был зачислен слушателем 1-го вечернего курса Военной академии РККА имени М. В. Фрунзе, 30 сентября 1937 года переведён на 3-й основной курс академии. Окончил её с отличием в августе 1938 года и был назначен начальником Орджоникидзевского училища войск НКВД.

## Великая Отечественная война
В начале Великой Отечественной войны полковник Шилов был назначен командиром 259-й стрелковой дивизии, сформированной в Московском военном округе (в Серпухове) из личного состава пограничных и внутренних войск НКВД СССР. В должность командира вступил 5 июля 1941 года, 15 июля ему было присвоено звание генерал-майора. 25 июля дивизия была переброшена на Северо-Западный фронт в состав 34-й армии, где участвовала в боях в районе Демянска и Старой Руссы, стремясь не допустить продвижение немцев на Валдай и их выхода на Октябрьскую железную дорогу. Позже она форсировала реку Ловать и вышла в Лычковский район Ленинградской области. В районе населённых пунктов Григорово и Иваново около 200 немецких самолётов Ju-88 нанесли бомбовый удар по частям 259-й стрелковой дивизии и расстроили её боевые порядки, вынудив дивизию перейти к обороне на реке Ловать.
20 августа 1941 года в ходе боёв генерал-майор Шилов был тяжело ранен и был доставлен в Калинин на лечение в сводно-сортировочный эвакуационный госпиталь № 1143. Согласно донесениям о безвозвратных потерях, у генерала были диагностированы осколочная рваная рана левой подвздошной и поясничной области, ранение ягодицы, газовая флегмона и сепсис. Согласно донесениям о безвозвратных потерях, Шилов скончался 4 сентября 1941 года от полученных им тяжёлых ранений. Похоронен в Твери: по одним данным, местом захоронения является братская воинская могила на кладбище «Богачёвский бор», по другим — гражданское кладбище «Большие Перемерки» на восточной окраине города.

## Публикация открытой информации
Информации о генерал-майоре Шилове долгое время не было представлено ни в одной из книг, посвящённых участникам Великой Отечественной войны — уроженцам Никольского района Вологодской области. В частности, он не упоминался ни в «Книге памяти» Вологодской области Никольского района (1993 год), ни в книге «Ветераны Великой Отечественной» Никольского района (2001 год), ни в книге «Генералы и адмиралы Вологодчины» со вступительной статьёй Вячеслава Позгалёва (2009 год). Информацию о генерале удалось собрать только к 2013 году после упорных поисков в Центральном архиве Министерства обороны Российской Федерации, архиве НКВД и архиве Генерального штаба. В поисках активно участвовал житель Никольска, ветеран труда Александр Куваев.

## Награды
- Медаль «XX лет РККА»[1][7] (22 февраля 1938)[5]
- Орден Отечественной войны I степени (6 мая 1965 года, посмертно). Награждён орденом посмертно в соответствии с указом Президиума Верховного Совета СССР[2]. Награда вручена сыну Михаилу Фёдоровичу Шилову[3].

## Комментарии
1. ↑  По данным сайта «Память народа» — 19 сентября[1], согласно газете «Красный север» и еженедельной газете МВД России «Щит и меч» — 25 сентября[2][3]; некоторые источники указывают в качестве года рождения 1903 год[1][4]
2. ↑  Согласно газете «Красный север» — 4 сентября[3], согласно газете «Щит и меч» — 3 сентября[2], согласно книге «Комдивы. Военный биографический словарь» — 4 октября[1]
3. ↑  Эта же дата указана на сайте «Память народа», на момент рождения деревня входила в Никольский уезд Вологодской губернии[1][6], позже — в Зеленцовский сельсовет Рослятинского района Северного края[5].
4. ↑  Эти же дата и место рождения указываются в газетах «Красный север» и «Щит и меч»[3][2].
5. ↑  В некоторых источниках утверждается, что прежде она находилась в составе 33-й армии и выступила 15 июля 1941 года в район Бородино[1][5][7]
6. ↑  Газета «Щит и меч» называла в качестве даты ранения 23 августа и упоминал осколочную рваную рану левой подвздошной и поясничной области, слепое ранение правой ягодицы и правой голени[2].
7. ↑  Газета «Красный север» излагала иную версию — 3 сентября 1941 года Шилов якобы вступил со своей дивизией в бои на Бородинском поле, получил тяжёлые ранения, но продолжил командовать и умер на следующий день от полученных ранений по пути в госпиталь[3].
8. ↑  По другим данным, от полученных в боях на реке Лопать ранений Шилов умер не 4 сентября, а 4 октября 1941 года[1][7]. Согласно газете «Щит и меч», смерть наступила 3 сентября по причине газовой флегмоны и сепсиса[2].